# Athletic Club 2022-2023
Questa voce raccoglie le informazioni riguardanti l'Athletic Club nelle competizioni ufficiali della stagione 2022-2023.

## Maglie e sponsor
Il fornitore tecnico per la stagione 2022-2023 è New Balance, mentre lo sponsor ufficiale è Kutxabank.
| 1ª divisa | 2ª divisa | 3ª divisa |

## Rosa
Aggiornata al 29 agosto 2022.
| N. |                   | Ruolo | Calciatore              |
| -- | ----------------- | ----- | ----------------------- |
| 1  | Spagna (bandiera) | P     | Unai Simón              |
| 2  | Spagna (bandiera) | A     | Jon Morcillo            |
| 3  | Spagna (bandiera) | D     | Dani Vivian             |
| 4  | Spagna (bandiera) | D     | Iñigo Martínez          |
| 5  | Spagna (bandiera) | D     | Yeray Álvarez           |
| 6  | Spagna (bandiera) | C     | Mikel Vesga             |
| 7  | Spagna (bandiera) | A     | Alex Berenguer          |
| 8  | Spagna (bandiera) | C     | Oihan Sancet            |
| 9  | Ghana (bandiera)  | A     | Iñaki Williams          |
| 10 | Spagna (bandiera) | A     | Iker Muniain (capitano) |
| 11 | Spagna (bandiera) | C     | Nico Williams           |
| 12 | Spagna (bandiera) | A     | Gorka Guruzeta          |
| 13 | Spagna (bandiera) | P     | Julen Agirrezabala      |

| N. |                   | Ruolo | Calciatore       |
| -- | ----------------- | ----- | ---------------- |
| 14 | Spagna (bandiera) | C     | Dani Garcia      |
| 15 | Spagna (bandiera) | D     | Iñigo Lekue      |
| 16 | Spagna (bandiera) | C     | Unai Vencedor    |
| 17 | Spagna (bandiera) | D     | Yuri Berchiche   |
| 18 | Spagna (bandiera) | D     | Óscar de Marcos  |
| 19 | Spagna (bandiera) | C     | Oier Zarraga     |
| 21 | Spagna (bandiera) | D     | Ander Capa       |
| 22 | Spagna (bandiera) | C     | Raúl García      |
| 23 | Spagna (bandiera) | C     | Ander Herrera    |
| 24 | Spagna (bandiera) | D     | Mikel Balenziaga |
| 29 | Spagna (bandiera) | A     | Adu Ares         |
| 31 | Spagna (bandiera) | D     | Aitor Paredes    |
| 20 | Spagna (bandiera) | A     | Asier Villalibre |

## Calciomercato

### Sessione estiva
| Acquisti | Acquisti        | Acquisti            | Acquisti                       |
| R.       | Nome            | da                  | Modalità                       |
| -------- | --------------- | ------------------- | ------------------------------ |
| A        | Gorka Guruzeta  | Amorebieta          | acquisto definitivo (gratuito) |
| C        | Ander Herrera   | Paris Saint-Germain | prestito (30.6.2023)           |
| C        | Unai López      | Rayo Vallecano      | fine prestito                  |
| A        | Jon Morcillo    | Real Valladolid     | fine prestito                  |
| A        | Iñigo Córdoba   | Go Ahead Eagles     | fine prestito                  |
| A        | Iñigo Vicente   | Mirandes            | fine prestito                  |
| C        | Peru Nolaskoain | Amorebieta          | fine prestito                  |
| D        | Imanol          | Mirandes            | fine prestito                  |

| Cessioni | Cessioni         | Cessioni         | Cessioni                       |
| R.       | Nome             | a                | Modalità                       |
| -------- | ---------------- | ---------------- | ------------------------------ |
| C        | Unai López       | Rayo Vallecano   | cessione definitiva (gratuita) |
| A        | Iñigo Córdoba    | Fortuna Sittard  | cessione definitiva (gratuita) |
| A        | Iñigo Vicente    | Racing Santander | cessione definitiva (gratuita) |
| P        | Jokin Ezkieta    | Racing Santander | cessione definitiva (gratuita) |
| D        | Unai Núñez       | Celta Vigo       | prestito (30.6.2023)           |
| A        | Nico Serrano     | Mirandes         | prestito (30.6.2023)           |
| C        | Peru Nolaskoain  | Eibar            | prestito (30.6.2023)           |
| D        | Álex Petxarroman | FC Andorra       | prestito (30.6.2023)           |
| D        | Imanol           | Eibar            | prestito (30.6.2023)           |
| A        | Juan Artola      | Burgos           | prestito (30.6.2023)           |
| C        | Beñat Prados     | Mirandes         | prestito (30.6.2023)           |

### Sessione invernale
| Acquisti | Acquisti      | Acquisti            | Acquisti            |
| R.       | Nome          | da                  | Modalità            |
| -------- | ------------- | ------------------- | ------------------- |
| C        | Ander Herrera | Paris Saint-Germain | acquisto definitivo |

| Cessioni | Cessioni         | Cessioni            | Cessioni             |
| R.       | Nome             | a                   | Modalità             |
| -------- | ---------------- | ------------------- | -------------------- |
| A        | Asier Villalibre | Alavés              | prestito (30.6.2023) |
| C        | Ander Herrera    | Paris Saint-Germain | fine prestito        |

## Risultati

### Primera División
| Bilbao 15 agosto 2022, ore 17:30 UTC+1 1ª giornata | Athletic Bilbao     | 0 – 0 referto | Maiorca | San Mamés (39 747 spett.)\| Arbitro: \| Iglesias Villanueva \| |
| Arbitro:                                           | Iglesias Villanueva |               |         |                                                                |

| Arbitro: | Soto |

|               |           |  |
| Berenguer 42’ | Marcatori |  |

| Arbitro: | Ortiz Arias |

|  |           |                                                           |
|  | Marcatori | 24’ I. Williams 56’ Guruzeta 78’ Berenguer 90+3’ Guruzeta |

| Arbitro: | Martinez Munuera |

|  |           |                 |
|  | Marcatori | 83’ Braithwaite |

| Arbitro: | López |

|           |           |                                                                  |
| Ponce 59’ | Marcatori | 9’ (aut.) Mercau 13’ (rig.) Sancet 23’ N. Williams 44’ Berenguer |

| Arbitro: | Mateu Lahoz |

|                                            |           |                     |
| I. Williams 14’ Sancet 28’ N. Williams 33’ | Marcatori | 5’ Trejo 80’ Falcao |

| Arbitro: | Pulido |

|                                                             |           |  |
| I. Williams 10’ Sancet 17’ N. Williams 62’ Vesga 84’ (rig.) | Marcatori |  |

| Arbitro: | Manzano |

|              |           |           |
| Ó. Torres 4’ | Marcatori | 73’ Vesga |

| Arbitro: | Vázquez |

|  |           |               |
|  | Marcatori | 47’ Griezmann |

| Arbitro: | Munuera Montero |

|                     |           |                              |
| Aleñá 27’ Munir 76’ | Marcatori | 2’ I. Williams 62’ R. García |

| Arbitro: | Munuera |

|                                                    |           |  |
| Dembélé 12’ Roberto 18’ Lewandowski 22’ Torres 73’ | Marcatori |  |

| Arbitro: | Ortiz Arias |

|                 |           |  |
| I. Williams 59’ | Marcatori |  |

| Arbitro: | Gómez |

|                      |           |              |
| López 67’ Martín 75’ | Marcatori | 78’ Guruzeta |

| Arbitro: | de Mera Escuderos |

|                              |           |  |
| Guruzeta 18’, 51’ Vivian 78’ | Marcatori |  |

| Siviglia 29 dicembre 2022, ore 19:30 UTC+1 15ª giornata | Real Betis | 0 – 0 referto | Athletic Bilbao | Stadio Benito Villamarín (55 565 spett.)\| Arbitro: \| Hernández \| |
| Arbitro:                                                | Hernández  |               |                 |                                                                     |

| Bilbao 9 gennaio 2023, ore 21:00 UTC+1 16ª giornata | Athletic Bilbao | 0 – 0 referto | Osasuna | San Mamés (39 216 spett.)\| Arbitro: \| López \| |
| Arbitro:                                            | López           |               |         |                                                  |

| Arbitro: | Fernández |

|                                           |           |            |
| Sørloth 25’ Kubo 37’ Oyarzabal 62’ (rig.) | Marcatori | 40’ Sancet |

| Arbitro: | Sánchez |

|  |           |                       |
|  | Marcatori | 24’ Benzema 90’ Kroos |

| Arbitro: | Díaz de Mera |

|                |           |  |
| Iago Aspas 71’ | Marcatori |  |

| Arbitro: | Pizarro |

|                                     |           |               |
| Sancet 10’, 35’, 75’ Y. Álvarez 44’ | Marcatori | 25’ Escalante |

| Arbitro: | Grado |

|                |           |                            |
| Castillejo 17’ | Marcatori | 30’ N. Williams 72’ Sancet |

| Arbitro: | Munuera |

|               |           |  |
| Griezmann 73’ | Marcatori |  |

| Arbitro: | de Mera Escuderos |

|                             |           |                                                      |
| Berchiche 35’ R. García 89’ | Marcatori | 4’ A. García 19’ (aut.) de Marcos 45+1’ (aut.) Vesga |

| Madrid 5 marzo 2023, ore 18:30 UTC+1 24ª giornata | Rayo Vallecano | 0 – 0 referto | Athletic Bilbao | Campo de Fútbol de Vallecas (12 979 spett.)\| Arbitro: \| López \| |
| Arbitro:                                          | López          |               |                 |                                                                    |

| Arbitro: | Manzano |

|  |           |                |
|  | Marcatori | 45+1’ Raphinha |

| Arbitro: | Rojas |

|           |           |                                        |
| Larin 74’ | Marcatori | 30’ I. Martínez 57’ Guruzeta 78’ Vesga |

| Bilbao 1 aprile 2023, ore 16:15 UTC+2 27ª giornata | Athletic Bilbao | 0 – 0 referto | Getafe | San Mamés (43 782 spett.)\| Arbitro: \| Villanueva \| |
| Arbitro:                                           | Villanueva      |               |        |                                                       |

| Arbitro: | Munuera |

|            |           |                                 |
| Darder 90’ | Marcatori | 22’ I. Williams 75’ N. Williams |

| Arbitro: | Grado |

|                      |           |  |
| I. Williams 33’, 70’ | Marcatori |  |

| Arbitro: | Pizarro |

|                 |           |                              |
| Centelles 90+2’ | Marcatori | 9’ N. Williams 56’ de Marcos |

| Arbitro: | Hernández |

|  |           |                      |
|  | Marcatori | 90+2’ (rig.) Ocampos |

| Arbitro: | Vázquez |

|         |           |                   |
| Lee 58’ | Marcatori | 90+6’ I. Williams |

| Arbitro: | Ortiz Arias |

|  |           |                 |
|  | Marcatori | 6’ Willian José |

| Arbitro: | del Cerro Grande |

|                                                    |           |              |
| Baena 24’, 90’ Jackson 37’, 50’ Paredes 61’ (aut.) | Marcatori | 45+3’ Sancet |

| Arbitro: | Melero |

|                              |           |            |
| I. Williams 5’ Berenguer 54’ | Marcatori | 50’ Larsen |

| Arbitro: | Ruiz |

|                       |           |  |
| Budimir 50’ Torró 77’ | Marcatori |  |

| Arbitro: | Pizarro |

|  |           |            |
|  | Marcatori | 90+2’ Boyé |

| Arbitro: | De Mera |

|                    |           |            |
| Benzema 72’ (rig.) | Marcatori | 49’ Sancet |

### Copa del Rey

#### Primo turno
| Arbitro: | Fernández |

|  |           |                            |
|  | Marcatori | 16’ Berenguer 42’ Williams |

Con la vittoria per 2-0 sull'Alzira, l'Athletic Club si è qualificato al secondo turno di Copa del Rey.

#### Secondo turno
| Arbitro: | Iglesias |

|  |           |               |
|  | Marcatori | 32’ R. García |

Con la vittoria per 1-0 sul Sestao River, l'Athletic Club si è qualificato ai sedicesimi di finale di Copa del Rey.

#### Sedicesimi di finale
| Arbitro: | Rojas |

|             |           |                                                                                        |
| Soberón 67’ | Marcatori | 35’ N. Williams 41’ Berenguer 59’ Zarraga 65’ Berenguer 74’ (aut.) Correia 90’ Muniain |

Con la vittoria per 6-1 sull'Eldense, l'Athletic Club si è qualificato agli ottavi di finale di Copa del Rey.

#### Ottavi di finale
| Arbitro: | Pulido |

|               |           |  |
| de Marcos 27’ | Marcatori |  |

Con la vittoria per 1-0 sull'Espanyol, l'Athletic Club si è qualificato ai quarti di finale di Copa del Rey.

#### Quarti di finale
| Arbitro: | del Cerro |

|                      |           |                                       |
| de Marcos 43’ (aut.) | Marcatori | 35’ Muniain 45’ N. Williams 74’ Vesga |

Con la vittoria per 3-1 sul Valencia, l'Athletic Club si è qualificato alle semifinali di Copa del Rey.

#### Semifinale
| Arbitro: | Manzano |

|                |           |  |
| Ezzalzouli 47’ | Marcatori |  |

| Arbitro: | del Cerro |

|                 |           |             |
| I. Williams 33’ | Marcatori | 116’ Ibáñez |

Con il risultato aggregato di 1-2, l'Athletic Bilbao è stato eliminato dalla Copa del Rey dall'Osasuna alle semifinali.

## Statistiche

### Statistiche di squadra
| Competizione | Punti | In casa | In casa | In casa | In casa | In casa | In casa | In trasferta | In trasferta | In trasferta | In trasferta | In trasferta | In trasferta | Totale | Totale | Totale | Totale | Totale | Totale | DR  |
| Competizione | Punti | G       | V       | N       | P       | Gf      | Gs      | G            | V            | N            | P            | Gf           | Gs           | G      | V      | N      | P      | Gf     | Gs     | DR  |
| ------------ | ----- | ------- | ------- | ------- | ------- | ------- | ------- | ------------ | ------------ | ------------ | ------------ | ------------ | ------------ | ------ | ------ | ------ | ------ | ------ | ------ | --- |
| Liga         | 51    | 19      | 8       | 3       | 8       | 22      | 15      | 19           | 6            | 6            | 7            | 25           | 28           | 38     | 14     | 9      | 15     | 47     | 43     | +4  |
| Coppa del Re | -     | 2       | 1       | 1       | 0       | 2       | 1       | 5            | 4            | 0            | 1            | 12           | 3            | 7      | 5      | 1      | 1      | 14     | 4      | +10 |
| Totale       | -     | 21      | 9       | 4       | 8       | 24      | 16      | 24           | 10           | 6            | 8            | 37           | 31           | 45     | 19     | 10     | 16     | 61     | 47     | +14 |

### Statistiche individuali
| Giocatore       | Primera División | Primera División | Primera División | Primera División | Copa del Rey | Copa del Rey | Copa del Rey | Copa del Rey | Totale   | Totale | Totale      | Totale     |
| Giocatore       | Presenze         | Reti             | Ammonizioni      | Espulsioni       | Presenze     | Reti         | Ammonizioni  | Espulsioni   | Presenze | Reti   | Ammonizioni | Espulsioni |
| --------------- | ---------------- | ---------------- | ---------------- | ---------------- | ------------ | ------------ | ------------ | ------------ | -------- | ------ | ----------- | ---------- |
| J. Agirrezabala | 8                | -6               | 0                | 0                | 7            | -4           | 1            | 0            | 15       | -10    | 1           | 0          |
| A. Ares         | 8                | 0                | 0                | 0                | 1            | 0            | 0            | 0            | 9        | 0      | 0           | 0          |
| Y. Álvarez      | 28               | 1                | 7                | 1                | 5            | 0            | 1            | 0            | 33       | 1      | 8           | 1          |
| M. Balenziaga   | 3                | 0                | 0                | 0                | 1            | 0            | 0            | 0            | 4        | 0      | 0           | 0          |
| Y. Berchiche    | 29               | 1                | 7                | 1                | 7            | 0            | 0            | 0            | 36       | 1      | 7           | 1          |
| Á. Berenguer    | 37               | 4                | 2                | 0                | 6            | 3            | 1            | 0            | 43       | 7      | 3           | 0          |
| A. Capa         | 7                | 0                | 1                | 0                | 0            | 0            | 0            | 0            | 7        | 0      | 1           | 0          |
| Ó. de Marcos    | 37               | 1                | 7                | 0                | 6            | 1            | 0            | 0            | 43       | 2      | 7           | 0          |
| D. García       | 25               | 0                | 6                | 0                | 4            | 0            | 0            | 0            | 29       | 0      | 6           | 0          |
| R. García       | 35               | 2                | 4                | 0                | 7            | 1            | 0            | 0            | 42       | 3      | 4           | 0          |
| G. Guruzeta     | 30               | 6                | 2                | 0                | 7            | 0            | 0            | 0            | 37       | 6      | 2           | 0          |
| A. Herrera      | 17               | 0                | 4                | 1                | 3            | 0            | 0            | 0            | 20       | 0      | 4           | 1          |
| I. Lekue        | 20               | 0                | 1                | 0                | 3            | 0            | 1            | 0            | 23       | 0      | 2           | 0          |
| I. Martínez     | 15               | 1                | 1                | 0                | 3            | 0            | 1            | 0            | 18       | 1      | 2           | 0          |
| J. Morcillo     | 10               | 0                | 0                | 0                | 0            | 0            | 0            | 0            | 10       | 0      | 0           | 0          |
| I. Muniain      | 30               | 0                | 2                | 0                | 6            | 2            | 0            | 0            | 36       | 2      | 2           | 0          |
| A. Paredes      | 16               | 0                | 3                | 0                | 1            | 0            | 0            | 0            | 17       | 0      | 3           | 0          |
| O. Sancet       | 36               | 10               | 6                | 1                | 5            | 0            | 2            | 0            | 41       | 10     | 8           | 1          |
| U. Simón        | 31               | -36              | 2                | 0                | 0            | 0            | 0            | 0            | 31       | -36    | 2           | 0          |
| U. Vencedor     | 10               | 0                | 2                | 0                | 1            | 0            | 0            | 0            | 11       | 0      | 2           | 0          |
| M. Vesga        | 36               | 3                | 5                | 0                | 7            | 1            | 2            | 0            | 43       | 4      | 7           | 0          |
| D. Vivian       | 29               | 1                | 8                | 1                | 7            | 0            | 1            | 0            | 36       | 1      | 9           | 1          |
| I. Williams     | 36               | 10               | 2                | 0                | 6            | 1            | 0            | 0            | 42       | 11     | 2           | 0          |
| N. Williams     | 36               | 6                | 3                | 0                | 7            | 3            | 0            | 0            | 43       | 9      | 3           | 0          |
| O. Zarraga      | 26               | 0                | 5                | 0                | 4            | 1            | 0            | 0            | 30       | 1      | 5           | 0          |
| A. Villalibre   | 5                | 0                | 0                | 0                | 3            | 0            | 0            | 0            | 8        | 0      | 0           | 0          |